# Mute Math
MuteMath (MUTEMATH) – amerykański zespół rockowy, powstały w 2003 roku. Wywodzi się z Nowego Orleanu. W swoich utworach grupa miesza rock, industrial, jazz, new wave, rave, rock elektroniczny i psychodeliczny z ambitnym wokalem.

## Członkowie
- Paul Meany – wokal, pianino Fender Rhodes
- Darren King – perkusja
- Roy Mitchell-Cárdenas – bass, bębny

## Dyskografia
- Reset EP
Teleprompt/Warner Music Group
2004
- MuteMath
Teleprompt/Warner Bros. Records
2006
- Live at the El Rey
Teleprompt/Warner Bros. Records
2006
- Armistice
Teleprompt/Warner Bros. Records
2009
- Odd Soul
Teleprompt/Warner Bros. Records
2011
- TOPxMM (feat. Twenty One Pilots)
Fueled by Ramen
2016

## Filmografia
- Flesh And Bones Electric Fun – koncert w Los Angeles
Teleprompt/Warner Bros. Records
2007

## Teledyski
- "Reset" (z koncertu)"
2006
- "Typical"
2007
- "Obsolete" (z koncertu w Los Angeles)
2007

## Występy telewizyjne
- 3 lutego 2006 – CBS – The Late Late Show with Craig Ferguson
- 19 września 2006 – MTV News
- 9 listopada 2006 – MTV Canada – MTV Live
- 1 grudnia 2006 – ABC – Jimmy Kimmel Live!
- 14 czerwca 2007 – CBS – The Late Late Show with Craig Ferguson
- Lipiec 2007 – MTV – Discover and Download
- 17 lipca 2007 – CBS – Late Show with David Letterman
- 18 września 2007 – ABC – Jimmy Kimmel Live!
- 17 października 2007 – NBC – Late Night with Conan O’Brien

## Ciekawostki
- Utwór „Spotlight” pochodzący z albumu „Armistice” wykorzystano w ścieżce dźwiękowej do filmu „Zmierzch”.
- Zespół stworzył również kawałek do filmu „Transformers” jednak nie został on użyty w filmie. Znaleźć można go na płycie ze ścieżką dźwiękową z tego filmu.